# Sophus Lie

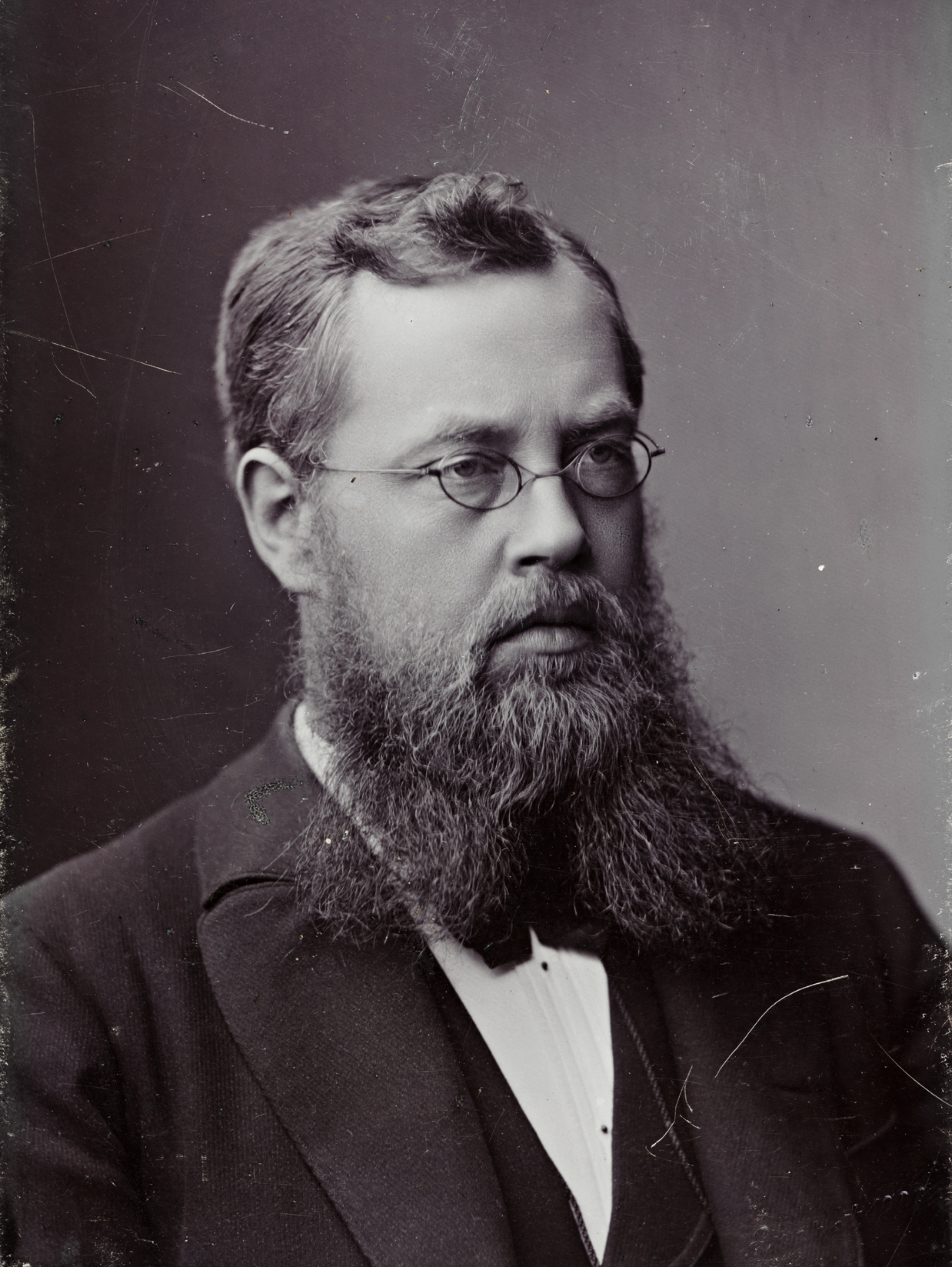
Sophus Lie

Marius Sophus Lie (Nordfjordeid, 17 december 1842 – Kristiania (nu Oslo geheten), 18 februari 1899) was een Noorse wiskundige en een van de grondleggers van de groepentheorie.

## Levensloop

### Jeugd
Marius Sophus Lie werd in december 1842 geboren op de Eid pastorie in Nordfjordeid in het westen van Noorwegen. Zijn vader, Johan Herman Lie, was vicaris van de parochie. Zijn moeder, Mette Maren Stabell, was afkomstig uit een bekende familie uit Trondheim. Het echtpaar had zes kinderen, van wie Sophus de jongste was. Sophus groeide op in Moss, waarheen hij op jonge leeftijd met het gezin naar verhuisde. In 1857 ging hij naar Nissen's Latijnse en Reaalschool in wat toen nog Christiania (nu Oslo) heette. Op deze school maakte hij kennis met Ernst Motzfeldt, met wie hij zijn hele leven nauw bevriend zou blijven. De twee onderhielden een uitgebreide correspondentie en deze brieven zijn een belangrijke bron van kennis over het leven en opvattingen van Sophus Lie. In 1859 behaalde hij zijn middelbareschooldiploma.

### Studietijd
Lie was een sportief en tamelijk extravert man. Na het behalen van zijn diploma aan de middelbare school dacht hij in eerste instantie aan een militaire carrière. Vanwege een oogafwijking, astigmatisme, moest hij daar echter van afzien. In plaats daarvan begon hij in het najaar van 1859 aan een talenstudie aan de Universiteit van Oslo. Nadat hij echter voor een examen Grieks was gezakt, stapte hij over naar de natuurwetenschappen. In eerste instantie studeerde hij wiskunde, natuurkunde, astronomie, plantkunde en dierkunde. Pas later werd hij gegrepen door de wiskunde. Hij voelde zich met name aangetrokken tot het werk van de Duitse wiskundige Julius Plücker, van wie hij een aantal boeken uit de universiteitsbibliotheek had geleend. Plucker had een nieuwe vorm van analytische meetkunde ontwikkeld, waar Lie een bijzondere belangstelling voor had. Lie was zo bezig met de theorieën van Plucker dat hij later eens zei, dat hij zich een student van Plucker voelde. Een tweede belangrijke invloed was een serie colleges die in 1862 door Ludwig Sylow als vervanger van Broch werden gegeven over het werk van Niels Abel en Évariste Galois over algebraïsche vergelijkingen. Ook volgde hij colleges bij Carl Bjerkness. Toen Lie in 1865 afstudeerde had hij zich echter niet bijzonder onderscheiden.

### Buitenlandse reizen
De wiskundige gemeenschap in Noorwegen was in Lies tijd qua omvang zeer beperkt, waardoor er gebrek was aan collega's met wie stimulerende gesprekken gevoerd konden worden. Om in deze behoefte te voorzien kreeg Lie na zijn eerste wiskundige publicatie een stipendium om Göttingen, Berlijn en Parijs te bezoeken.
In 1869 begon Lie zijn reis naar het buitenland. Hij ging eerst naar Duitsland, waar hij een bezoek bracht aan de wiskundige gemeenschappen in Göttingen en Berlijn. In Berlijn ontmoette hij Leopold Kronecker, Karl Weierstrass en vooral Felix Klein. Klein was een leerling van Plücker, en de twee konden het al snel goed met elkaar vinden. Tijdens zijn verblijf in Berlijn kreeg Lie steeds meer vertrouwen in zijn eigen wiskundige vaardigheden. Ook ontving hij lof en aanmoediging van een aantal van de Duitse wiskundigen.
Het volgende jaar reisden Klein en Lie samen naar Parijs, en tijdens zijn verblijf in de Franse hoofdstad kreeg Lie een besef van het belang van de groepentheorie voor de studie van meetkunde. Hier begon hij zijn ideeën te ontwikkelen die later tot uitdrukking kwamen in de zogenaamde transformatiegroepen. Deze nieuwe ideeën besprak hij veel met Felix Klein en de twee publiceerden samen verschillende artikelen.
Uiteindelijk brak in 1870 de oorlog tussen Duitsland en Frankrijk uit en keerde Lie via Zwitserland terug naar Christiania. In 1870 en 1871 verbleef hij in Gottingen en Berlijn, waar hij opnieuw intensief met Klein samenwerkte. Rond 1872 werd Lie tot hoogleraar in Christiania benoemd.

### Professoraat in Leipzig
In 1886 werd hij de opvolger van Klein (die van Leipzig naar Göttingen was overgestapt) in Leipzig. Lie kreeg echter al snel heimwee naar vooral de natuur in Noorwegen; hij leed aan depressies en kreeg in 1889 een ernstige zenuwinzinking, waarna hij zeven maanden in een hospitaal in Hannover werd opgenomen. Zijn medische toestand werd door zijn collega Friedrich Engel en Klein – met wie de vriendschap intussen ernstig was bekoeld - aangegrepen om Lies soms onaangepaste gedrag te verklaren.

### Terugkeer in Noorwegen
In 1898 keerde Lie definitief naar Noorwegen terug. Het laatste jaar van zijn leven bekleedde hij daar een speciaal voor hem in het leven geroepen leerstoel. Lie stierf op 56-jarige leeftijd aan de gevolgen van pernicieuze anemie, een ziekte die wordt veroorzaakt door een verminderde absorptie van vitamine B12.

## Werk
Lie was een belangrijke initiator van de theorie van continue symmetrie. Hij paste deze theorie toe op meetkundige structuren en differentiaalvergelijkingen, een van de belangrijkste hulpmiddelen bij het opstellen van de theorie. Een van de grootste resultaten van Lie was de ontdekking dat continue transformatiegroepen (nu Lie-groepen genoemd) beter zouden kunnen worden begrepen door ze te "lineariseren", en de overeenkomstig geproduceerde vectorvelden (de zogenaamde infinitesimale generatoren) te bestuderen. De generatoren hebben de structuur die men tegenwoordig de Lie-algebra noemt.
In 1887 analyseerde Lie de mathematische groep E8, een uitzonderlijk complex object, dat wetenschappers tot nu toe tevergeefs geprobeerd hadden te begrijpen.
Hermann Weyl maakte in zijn artikelen uit 1922 en 1923 gebruik van het werk van Lie in de groepentheorie. Vandaag de dag spelen Lie-groepen een belangrijke rol in de kwantummechanica.
In 2007 is een internationaal team van experts in de groepentheorie erin geslaagd E8 in kaart te brengen, met behulp van krachtige computers en programmeertechnieken. Deze doorbraak zal vooruitgang in meetkunde, getaltheorie en snaartheorie mogelijk maken.

## Voetnoten
1. ↑  Als hij zijn ouders wilde bezoeken liep hij geregeld blootsvoets de 60 kilometer van Christiana naar zijn ouderlijk huis in Moss. Een keer trof hij zijn ouders niet thuis en liep hij linea recta weer 60 kilometer terug.
2. ↑  Felix Klein en Lie werkten met name van 1869 tot 1872 intensief en daarna tot 1880 iets minder intensief samen aan de verdere ontwikkeling van transformatiegroepen
3. ↑  Gale, Thomson, Marius Sophus Lie Biography. World of Mathematics.

## Secundaire bibliografie
- (de)  Arild Stubhaug: Es war die Kühnheit meiner Gedanken. Der Mathematiker Sophus Lie. Springer, Berlin u. a. 2003, ISBN 3-540-43657-X
- (en)  James, I, Remarkable Mathematiciens, From Euler to von Neumann (Opmerkelijke wiskundigen van Euler tot von Neumann), Cambridge University Press, 2002, ISBN 9780521520942, pag. 200-207
- (fr)  Cartan, E, « Un centenaire:Sophus Lie », in François Le Lionnais (dir.), Les grands courants de la pensée mathématique, Hermann, coll. Histoire de la pensée, 1998 (1re édition : 1948).